# 坦克 (巴基斯坦)
坦克是巴基斯坦西北边境省坦克县的行政中心。该市毗邻瓦济里斯坦。

## 人口
当地语言主要是普什图语，除此之外，还有波斯语等语言。

## 地理
坦克市地理坐标为32º13' N.，70º32' E，海拔255m (839英尺)。该地的气温可达110-120 °F。

## 历史
该市由Katal Khan建立。因为该市位于要塞，战壕内充满了积水，被英国人称作“水柜”(Tank)。